# Аретиада
Аретиада — неустановленный остров в Понте Эвкскинском — Чёрном море, упоминаемый в мифе о путешествии аргонавтов.
Согласно мифу, аргонавты долго плыли вдоль черноморского побережья (в ставшей «канонической» интерпретации принято считать, что малоазиатского), мимо разных стран, после чего увидели остров. С острова их атаковали большие птицы. Одна из птиц ранит аргонавта Оилея. Клитий поражает из лука другую птицу, которая падает в море. Рассмотрев её, аргонавты понимают, что столкнулись со стимфалидами.
Прежде чем причалить к берегу, аргонавты поднимают шум, стуча в щиты копьями и мечами. Птицы поднимаются в небо, и осыпав аргонавтов перьями-стрелами (те, будучи готовыми к этому, благополучно прикрылись щитами), улетели.
Аргонавты располагаются на острове на отдых, и обнаруживают там четверых юношей в лохмотьях. Это сыновья Фрикса, потерпевшие кораблекрушение в море при возвращении из Колхиды, и спасшиеся на острове. Аргонавты накормили их, и дали новые одежды. Старший из братьев, Аргос, обещает помочь аргонавтам в путешествии в Колхиду, и предупреждает о жестокости царя Колхиды Эета.

## Местонахождение острова
Ряд мест, упоминаемых в мифе о путешествии аргонавтов, удалось с разной степенью убедительности сопоставить с реально существующими объектами, но остров Аретиада к ним не относится. Есть попытки сопоставить его с островком вблизи современного города Гиресун (античный Керасунд), и в Гиресуне он даже позиционируется туристам в качестве достопримечательности в этом контексте. Но это лишь вольное допущение. По другому предположению, остров должен находиться восточней. Это следует из того, что после Аретиады аргонавты берут курс на север, и по правую руку видят Кавказ (поэма Аполлония III века до н. э. «Аргонавтика»):

…по левую руку героев
Были высокий Кавказ и Эи град китеидский…